# Finiano il lebbroso
San Finiano il lebbroso (in irlandese Saint Finian Lobhar) (... – 560) è stato uno dei primi santi irlandesi a cui è stato attribuito il merito di aver fondato una chiesa e un monastero sull'Isola di Innisfallen a Killarney..

## Biografia
San Finiano era un discepolo di San Colombano. Era un severo abate irlandese, i cui monaci seguivano una dieta vegetariana. Per un certo periodo rimase a Clonmore, divenendo in seguito l'abate dell'Abbazia di Swords vicino a Dublino. Potrebbe essere tornato a Clonmore nei suoi ultimi anni, ed era detto Lobhar, "il lebbroso". Seguendo l'usanza, acquisì il nome quando contrasse la lebbra da un giovane ragazzo, che aveva curato dalla malattia. Una fonte contrastante, tuttavia, afferma che curò soltanto il ragazzo e non contrasse la lebbra. La sua festa è il 16 marzo. 